# Michiko Shiokawa
Michiko Shiokawa (em japonês:  塩川 美知子; 26 de janeiro de 1951) é uma ex-jogadora de voleibol do Japão que competiu nos Jogos Olímpicos de 1972.
Em 1972, ela fez parte da equipe japonesa que conquistou a medalha de prata no torneio olímpico, no qual atuou em cinco partidas.